# Schaippach

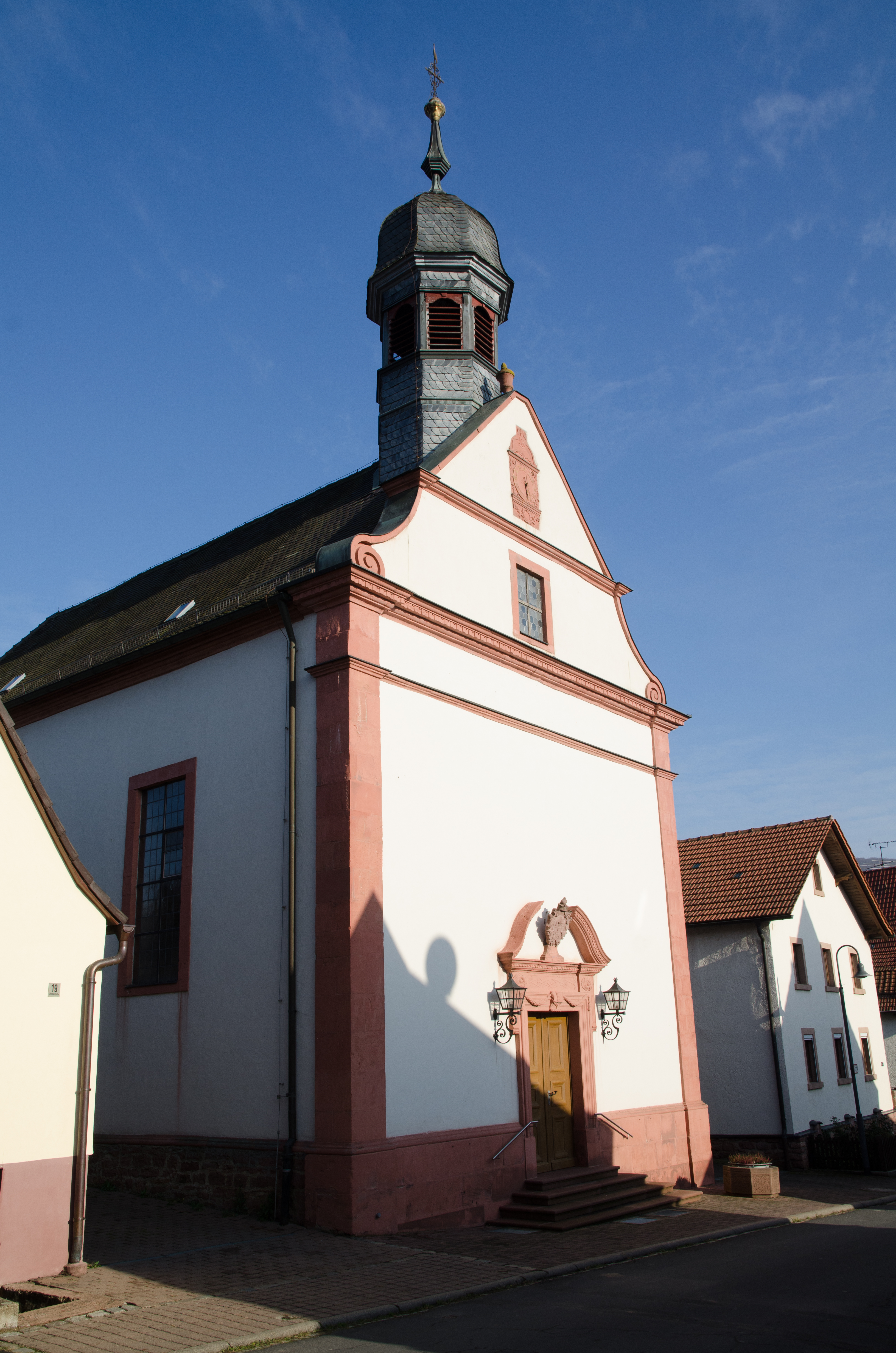
Kirche Kreuzerhöhung, Schaippach

Schaippach ist ein Gemeindeteil der Stadt Gemünden am Main im unterfränkischen Landkreis Main-Spessart in Bayern.

## Geografie
Das Kirchdorf Schaippach hat 363 Einwohner und liegt an der Sinn.

## Geschichte
Im Jahr 812 soll ein Graf Reginfrit den Bifang Schaippach dem Kloster Fulda übertragen haben. 1168 erhielt Graf Ludwig von Rieneck die Grafschaft Rieneck im Spessart – einschließlich des Dorfes Schaippach – als Lehen von Kurmainz. Als die Linie Rieneck-Rothenfels 1333 erlosch, erbte Ulrich II. von Hanau über seine Mutter, Elisabeth von Rieneck-Rothenfels, auch Schaippach. Im Zuge eines Vergleichs im 16. Jahrhundert zwischen der Grafschaft Hanau-Münzenberg und Kurmainz wurde Schaippach in ein Kondominat umgewandelt, das zu ¾ Kurmainz und zu ¼ Hanau-Münzenberg zustand. Der Mainzer Anteil wurde 1673 den Grafen von Nostitz verkauft, die ihn wiederum 1803 an die Grafen Colloredo Mansfeld weiter veräußerten. 1806 wurde Schaippach dann mediatisiert und dem Fürstentum Aschaffenburg zugeschlagen. Mit ihm fiel es an das Großherzogtum Frankfurt und nach der Niederlage Napoleons an das Königreich Bayern.
Im Jahre 1862 wurde das Bezirksamt Gemünden am Main gebildet, auf dessen Verwaltungsgebiet Schaippach lag. 1872 wurde das Bezirksamt Gemünden ins Bezirksamt Lohr am Main eingegliedert. Erst 1902 wurde das Bezirksamt Gemünden wieder neu gebildet. Die Schaippachsmühle an der Sinn wurde 1937 von der Stadt Würzburg zu einem Kindererholungsheim ausgebaut. 1939 wurde wie überall im Deutschen Reich die Bezeichnung Landkreis eingeführt. Schaippach war nun eine der 27 Gemeinden im Landkreis Gemünden am Main. Im Zuge der Gebietsreform in Bayern wurde das Dorf am 1. Juli 1971 in die Stadt Gemünden eingemeindet. Mit Auflösung des Landkreises Gemünden im Jahre 1972 kam Schaippach in den neu gebildeten Landkreis Main-Spessart.